# Ruine Kramburg
Die Kramburg ist die Ruine einer mittelalterlichen Felsenburg im Ort Gelterfingen in der Schweizer Gemeinde Kirchdorf im Kanton Bern.

## Lage und Beschreibung
Die Kramburg befindet sich am südwestlichen Rand des Belpbergs auf einem Felssporn. Die Wälle und der Burggraben sind heute noch zu erkennen und auch einige Mauerreste sind erhalten.

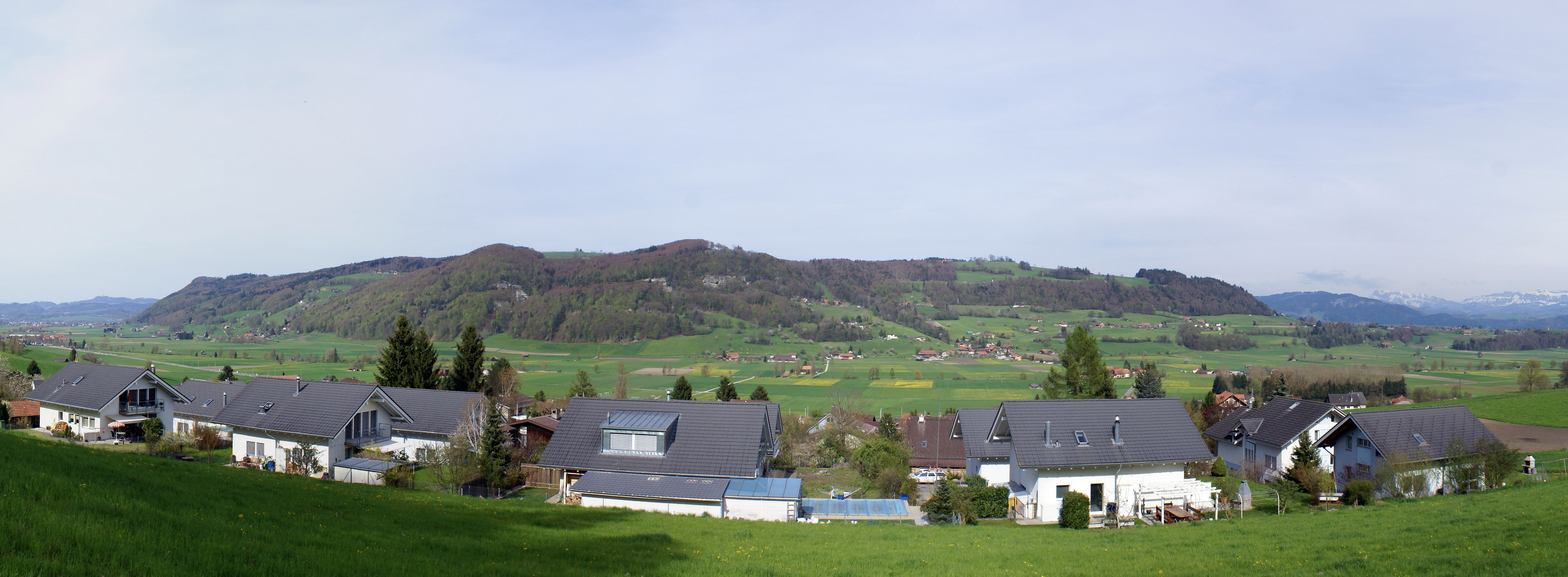
Belpberg

## Geschichte
Die Burg war der Stammsitz der Freiherren von Kramburg, die Dienstleute der Kyburger waren, aber auch das Burgrecht der Stadt Bern besassen. Sie umfasste die Herrschaft über mehrere Dörfer, darunter Gelterfingen und Mühledorf. 1355 starb das Geschlecht der von Kramburg aus und die Herrschaft fiel an die Freiherren von Resti. Danach kam die Herrschaft 1373 als Legat an die Kommende des Johanniterordens Münchenbuchsee. Diese verkauften die Herrschaft 1528 an Bern. Danach scheint die Burg aufgelassen worden zu sein und verfiel.